# 農業部畜產試驗所南區分所澎湖場區

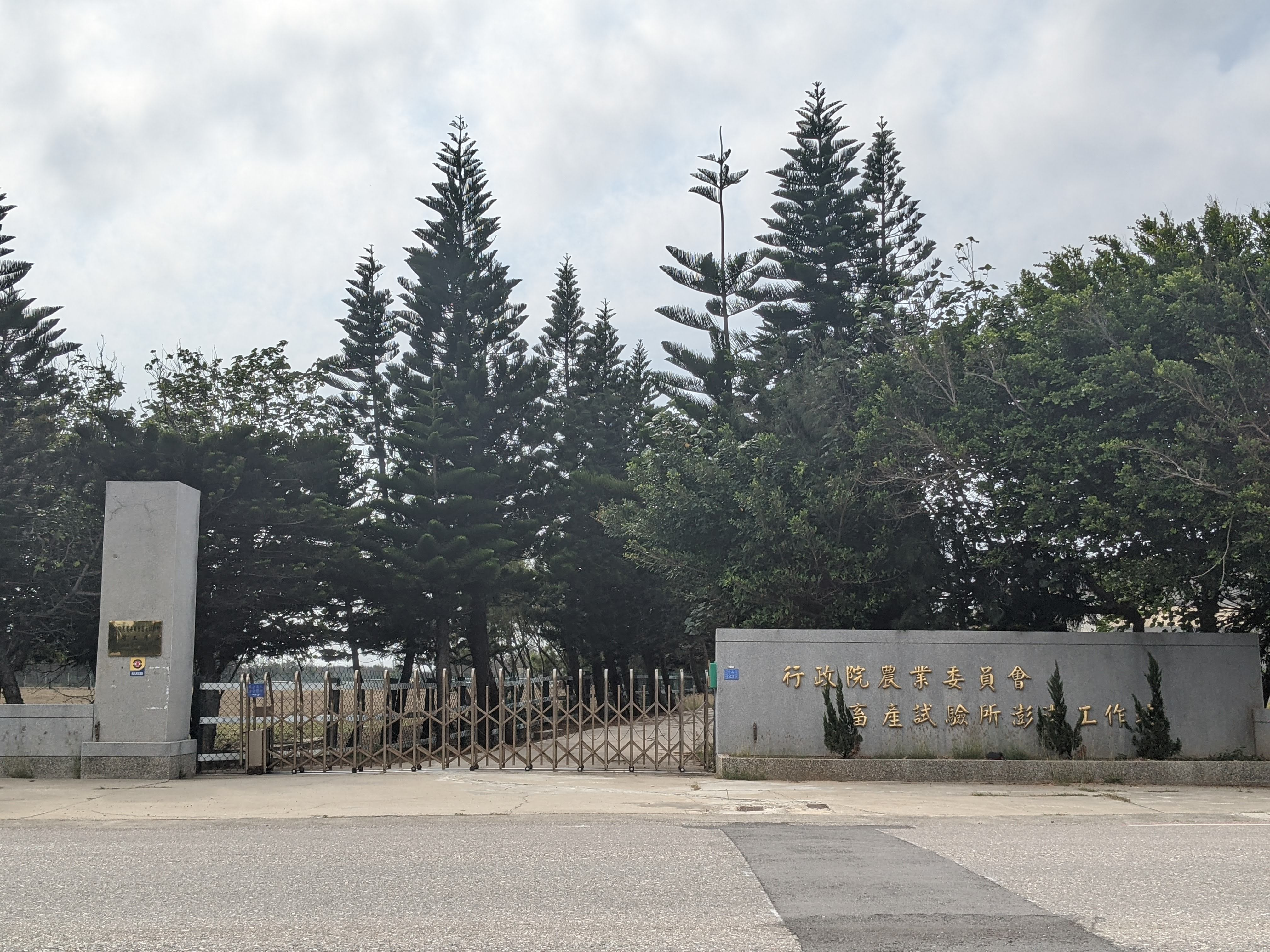

農業部畜產試驗所南區分所澎湖場區，隸屬農業部轄下畜產試驗所南區分所的畜產組織，位於臺灣澎湖縣西嶼鄉竹灣村235號，佔地公頃15.1178公頃，以經管山羊、黃牛等相關業務為主。

## 沿革
澎湖幅員不廣，且土地貧瘠，早期居民多以海為田，畜牧不興，早於元代汪大淵撰述的《島夷誌略》，澎湖當時已有畜養山羊的紀錄。黃牛記載較晚，應為明、清之際隨福建移民帶往澎湖，且黃牛多作為農業耕作輔力，而非做食用或銷售用途。此外，澎湖尚有飼養豬隻、家禽（以火雞為主，少見鴨、鵝）等事例。:31-35

### 日治時期
澎湖早期民生經濟以農耕、漁撈為主，由於地理環境所囿，雖有飼養家畜、家禽等，並無發展畜牧業的條件，直到日治時期才有政府組織的專責單位管理畜牧事務，即澎湖廳總務課勸業係，編制設有專職技手，另外馬公街役所、湖西等庄役場，分別設立產業課、增產係，但上述管理單位除了畜牧之外，還另兼造林、農牧改良等業務。:47-49
畜牧管理自日治時期以降，多併納農業組織中，例如「市街庄農業會」設有「畜產係」、「州廳農業會」編制有「畜產部」，可謂與農業組織發展息息相關:169-177，也反映在澎湖畜牧管理的編制上。:47-49
明治42年（1909年），臺灣總督府殖產局在舊縣府新村、舊水產試驗所宿舍附近（約火燒坪、紅木埕一帶）設立蔬菜試驗場，翌年成立農會，指導造林、農業改良與推廣，其中也涉獵牛隻、豬豚的品種改良試驗。明治年間設立的蔬菜試驗場，主要仍以試種胡瓜、甜瓜、梨等瓜果蔬菜作物為主。大正十年（1921年）改制為「澎湖廳農事試作場」，才可作為今日農業改良分場之前身。:47-49

### 中華民國時期
1945年二戰結束之後，台灣政府組織經歷一連串改制變革，不僅原五州三廳行政區域大幅變動，原農業組織改由臺灣省行政長官公署農林處管轄，而「澎湖廳農事試作場」被改名「澎湖農林總場」。民國38年（1947年），臺灣爆發二二八事件，事件撫平之後，中華民國政府決定廢除「臺灣省行政公署」，改組成「臺灣省政府」，農林處改作農林廳。:76-82
民國39年（1950年）11月，原屬高雄縣政府的「高雄縣農林總場」改隸「臺灣省政府農林廳」，改名「高雄區農林改良場」，同時「澎湖縣農林總場」因被併入「高雄區農林改良場」，也隨之更名為「澎湖分場」。
民國52年（1963年），澎湖分場在今澎湖孔廟前的文澳海濱設立「人工授精站」，進行推廣牛、豬隻的品種改良，民國57年（1968年）遷至安宅農改場（即今高雄區農業改良場澎湖分場）。民國62年（1973年），澎湖分場又逢改制，自高雄區農林改良場脫離，直隸臺灣省政府畜產試驗所，8月1日成立「澎湖種畜推廣工作站」。民國65年（1976年）五月易名為「澎湖畜牧推廣中心」、民國70年（1981年）元月又改名「澎湖種畜繁殖中心」。
民國87年（1998年），中華民國政府實施「精省」，行政組織再度進行整飭，民國88年（1999年）7月1日，奉命改隸「行政院農業委員會畜產試驗所」，原「澎湖種畜繁殖中心」名稱不變。民國91年（2002年）4月30日，因應組織調整，又更名為「澎湖工作站」。
民國112年（2023年）8月1日起隨農委會升格為農業部，高雄種畜場，與恆春分所、澎湖工作站合併為「農業部畜產試驗所南區分所」，原澎湖工作站更名為「農業部畜產試驗所南區分所澎湖場區」。

## 編制年表
| 年份                      | 所屬機關                         | 單位名稱           | 單位地點             | 參考來源          |
| ------------------------- | -------------------------------- | ------------------ | -------------------- | ----------------- |
| 明治42年（1909年）        | 臺灣總督府殖產局                 | 蔬菜試驗場         | 媽宮街火燒坪、紅木埕 | [ 2 ] [ 1 ] [ 5 ] |
| 大正10年（1921年）        | 臺灣總督府澎湖廳                 | 農事試作場         | 馬公街火燒坪、紅木埕 | [ 2 ] [ 1 ] [ 5 ] |
| 民國36年（1945年）        | 臺灣省行政長官公署農林處         | 澎湖農林總場       | 馬公鎮火燒坪、紅木埕 | [ 2 ] [ 1 ] [ 5 ] |
| 民國38年（1947年）        | 臺灣省政府農林廳                 | 澎湖農林總場       | 馬公鎮火燒坪、紅木埕 | [ 2 ] [ 1 ] [ 5 ] |
| 民國39年（1950年11月）    | 臺灣省政府農林廳高雄區農業改良場 | 澎湖分場           | 馬公鎮火燒坪、紅木埕 | [ 2 ] [ 1 ] [ 5 ] |
| 民國57年（1968）          | 臺灣省政府農林廳高雄區農業改良場 | 澎湖分場           | 馬公鎮安宅里         | [ 2 ] [ 1 ] [ 5 ] |
| 民國62年（1973年8月1日）  | 臺灣省政府農林廳畜產試驗所       | 澎湖種畜推廣工作站 |                      | [ 2 ] [ 1 ] [ 5 ] |
| 民國65年（2002年5月）     | 臺灣省政府農林廳畜產試驗所       | 澎湖畜牧推廣中心   |                      | [ 2 ] [ 1 ] [ 5 ] |
| 民國70年（1981年1月）     | 臺灣省政府農林廳畜產試驗所       | 澎湖種畜繁殖中心   |                      | [ 2 ] [ 1 ] [ 5 ] |
| 民國88年（1999年7月1日）  | 行政院農業委員會畜產試驗所       | 澎湖種畜繁殖中心   |                      | [ 2 ] [ 1 ] [ 5 ] |
| 民國91年（2002年4月30日） | 行政院農業委員會畜產試驗所       | 澎湖工作站         |                      | [ 2 ] [ 1 ] [ 5 ] |
| 民國112年（2023年8月1日） | 農業部畜產試驗所南區分所         | 澎湖場區           |                      |                   |

## 業務成果

### 黑山羊
自民國99年（2010年）起，澎湖工作站實施「異地保種」計畫，分別自恆春和花蓮引入「台灣黑山羊恆春品系」和「吉安山羊」至澎湖，至民國107年（2018年）為止數量共有100頭。

### 銀合歡剷除計畫
銀合歡為世界百大外來種植物，因含有含羞草酸而會抑制其他植物的生長；澎湖縣有4,206公頃的廢耕地，銀合歡佔據比例高達八成四。民國107年（2018年），為要遏止銀合歡持續蔓延，畜試所澎湖工作站便利用「放羊吃草」的方式，透過試驗將五隻黑山羊置入一公頃的銀合歡區域，不時補充其餘飼料，一個月後成功剷除一公頃面積的銀合歡，同時羊隻也未發現異常生理狀態。

### 黃牛品種改良
澎湖地區長期放牧牛隻，由於放牧面積不廣，多年下來會出現近親繁殖的問題。民國109年（2020年），澎湖工作站在行政院農委會畜試所恆春分所的協助下，九月間首次在澎湖地區進行牛隻人工授精。民國110年（2021年）五月份，實際協助當地農民進行在地肉牛人工授精，參與促進品種改良事宜；時任澎湖工作所代理主任陳綵慈表示，此次人工授精的種類係來自澳洲的布蘭格斯牛的冷凍精液，布蘭格斯牛具備熱帶牛和溫帶牛特色，有助於改善澎湖黃雜牛體型和肉質，若有機會在澎湖廣大廢耕地飼養，預期對農民收益有正面影響。

## 圖輯

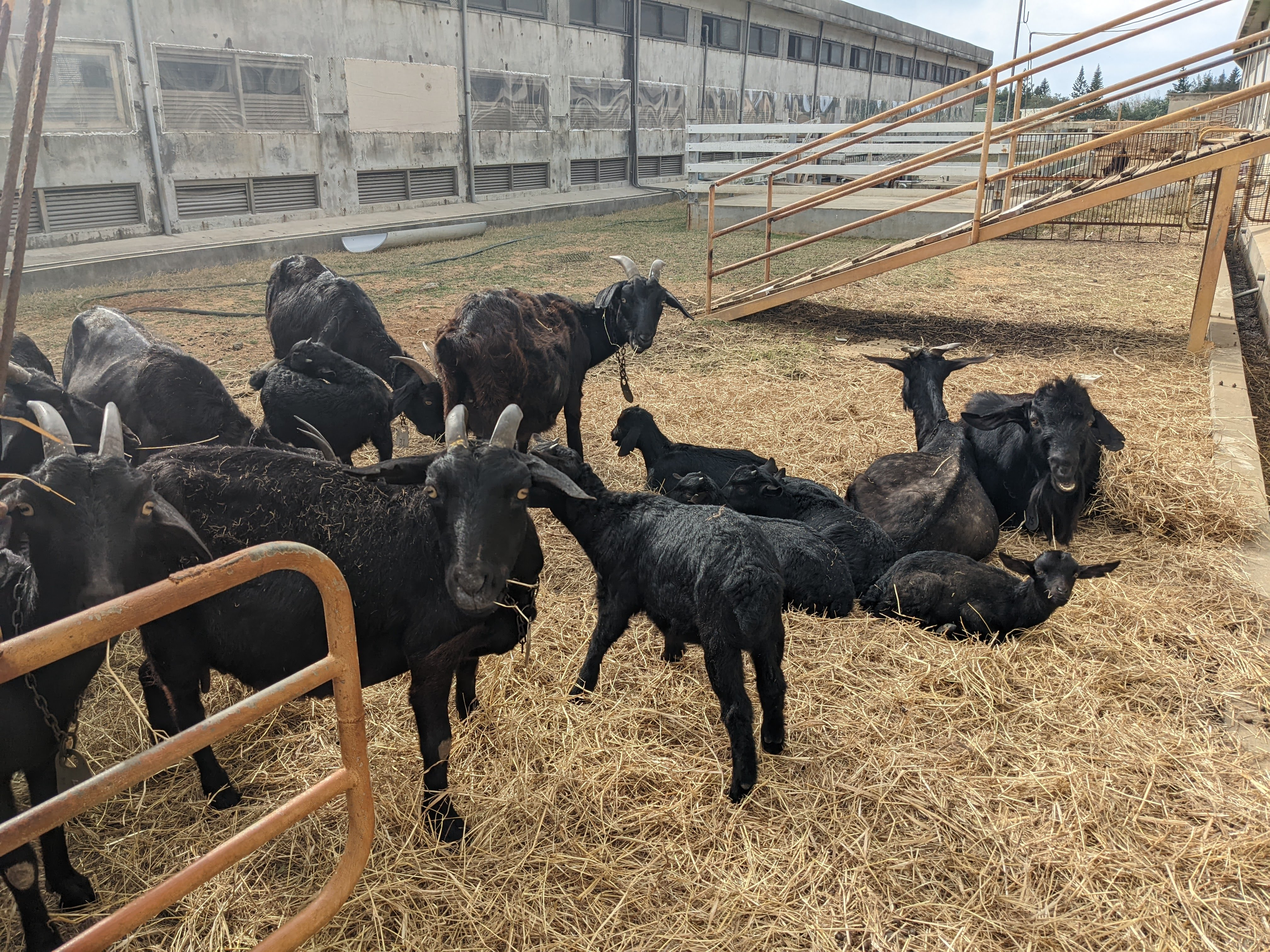
黑山羊
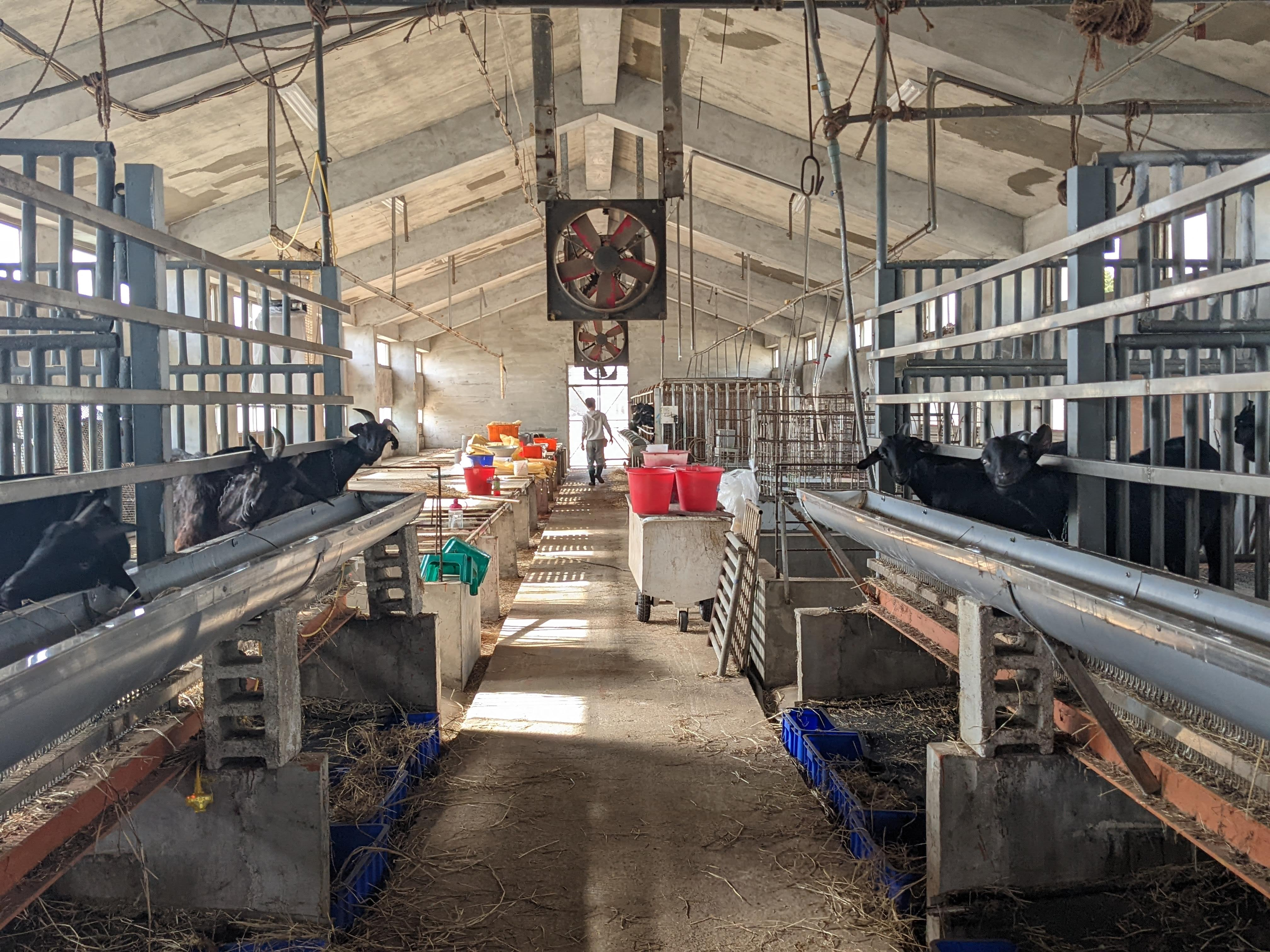
羊舍

## 外部連結
- 農業部畜產試驗所南區分所 （页面存档备份，存于）（繁體中文）
- 畜產試驗所澎湖工作站的Facebook專頁（繁體中文）